# Nikon D5300
Nikon D5300 – lustrzanka cyfrowa z bagnetem F produkcji Nikon Corporation, zaprezentowana 17 października 2013 roku. Jest następcą modelu D5200 i pierwszą lustrzanką cyfrową Nikona z łącznością Wi-Fi i tagowaniem zdjęć danymi GPS.

## Opis
Nikon D5300 w stosunku swojego poprzednika nie zawiera filtru antyaliasingowego (filtru dolnoprzepustowego) co zwiększa szczegółowość zdjęć, ale podnosi ryzyko wystąpienia efektu mory. W aparacie zastosowano nowy procesor Expeed 4, co umożliwiło rozszerzenie funkcjonalności trybu filmowania, poprzez dodanie trybu Full HD 50p. System pomiaru światła i autofokusu jest taki sam jak w modelu D5200.   

## Korpus
Nowością od tego modelu w produktach Nikona była samonośna obudowa wykonana z nowego rodzaju poliwęglanu Sereebo CFRTP. Jest to na tyle mocne tworzywo, że niepotrzebne okazało się stosowanie metalowej obudowy wewnątrz. Zmniejszyło to też nieco wagę urządzenia, które waży 480 gramów (D5200 505 gramów). Korpus jest prawie identyczny jak w poprzedniku D5200, ale mniej obły, posiada nieco większy grip i więcej miejsca na kciuk. 